# Saint-Michel (Hérault)
Saint-Michel – miejscowość i gmina we Francji, w regionie Oksytania, w departamencie Hérault.
Według danych na rok 1990 gminę zamieszkiwało 35 osób, a gęstość zaludnienia wynosiła 1 osób/km² (wśród 1545 gmin Langwedocji-Roussillon Saint-Michel plasuje się na 865. miejscu pod względem liczby ludności, natomiast pod względem powierzchni na miejscu 135.).